# District de Baihe
Le district de Baihe (chinois traditionnel : 白河區 ; pinyin : báihé qū ; anglais : Baihe District) est un district de la municipalité spéciale de Tainan.

## Histoire
Baihe est l'un des territoires les plus anciens de la région de Tainan, originellement habité par la tribu des Duoluoguo avant l'établissement des colonies néerlandaises. Après le débarquement des troupes de Koxinga sur l'île de Taïwan, les Hans s'y installent dans une localité baptisée Dapaizhu. La région se développe alors sous l'essor du commerce agricole et de biens de la montagne, et voit la création du village de Dianzaikou.
Pendant la période de domination japonaise, le village est renommé Baihe en 1920, en lien avec les eaux vives environnantes.
Après la Seconde Guerre mondiale, le village de Baihe est structuré en tant que canton de Baihe.
Le 25 décembre 2010, alors que le comté de Tainan fusionne avec la ville de Tainan, le canton de Baihe est restructuré en tant que district de Baihe.

## Géographie
Le district couvre une superficie de 126,4 km2.
Il compte 28 033 habitants d'après le recensement de janvier 2019.